# Фотокамера
Фотокамерата (на английски: Camera) е фототехническа апаратура, която може да заснема статични или подвижни картини върху фотографски филм или да записва по електронен път върху магнитна лента или цифрова запаметяваща среда. Цифровата информация се прехвърля през интерфейс към компютър или друг носител на информацията. Понятията фотокамера и фотоапарат се използват като синоними.
Понятието фотокамера е свързано с понятието Камера обскура, идващо от латинското „тъмна камера“. С развитето на оптическата система и по-късно със създаването на обектива за камерата, размерите се намаляват и снимките стават все по-ярки и с по-добра разрешаваща способност. Конструктивно аналоговата и цифровата камера са аналогични. Картината се проектира през обектива върху един фотофилм (при аналоговата камера) или върху една светочувствителна фотоматрица (на английски: Image sensor) при цифровата камера. При стартиране на заснемането се отваря за кратко време затворът на обектива, светлината преминава през него и се извършва заснемане на образа.
През 2000 г. фирмата Шарп представя в Япония първия в света телефон с цифрова камера J-SH04 (J-Phone),  В началото на 2010-те г. вече почти всички смартфони имат интегрирана цифрова камера.